# USA:s folkräkning 1860
USA:s folkräkning 1860 (engelska: 1860 United States census) var den åttonde folkräkningen i USA:s historia. Folkräkningen registrerade 31 443 321 invånare.